# مسابقات برنامه‌نویسی بیان
مسابقه برنامه‌نویسی بیان یک رویداد سالانه می‌باشد که به صورت بین‌المللی برگزار می‌شود. انتخاب و استفاده از زبان برنامه‌نویسی در این مسابقه آزاد بوده و همچنین شرکت در این مسابقه به صورت انفرادی است. این مسابقه به دو بخش دانش‌آموزی و آزاد تقسیم می‌شود و اولین دوره آن در پاییز سال ۱۳۹۰ برگزار گردید.

## زبان برنامه نویسی
با اینکه سبک برگزاری مسابقهٔ برنامه‌نویسی بیان بی شباهت به مسابقه‌های ای‌سی‌ام نمی‌باشد، اما شکل ارسال پاسخ سؤال‌ها متفاوت می‌باشد. در این روش شرکت کنندگان پس از آنکه کد جواب سؤال مورد نظر را آماده کردند، یک ورودی مخصوص خودشان را از سایت مسابقه دانلود می‌کنند، آن را به برنامهٔ خود می‌دهند و خروجی تولید شده را در سایت آپلود می‌نمایند. بنابراین تنها ملاک قضاوت برای درستی راه حل، خروجی تولید شده می‌باشد و کد مسابقه اگرچه برای بررسی تقلب از شرکت کنندگان گرفته می‌شود، اما مورد قضاوت قرار نمی‌گیرد.
این سبک برگزاری مسابقه باعث می‌شود شرکت کنندگان در استفاده از هر زبان و تکنولوژی برنامه‌نویسی مختار باشند. گاهی ممکن است یک سؤال را بتوان با استفاده از اسکریپت‌هایی در نرم‌افزار متلب حل نمود.

## مسابقه بیان ۱۳۹۰
اولین دورهٔ مسابقات برنامه نویسی بیان، با شرکت بیش از هزار نفر از برنامه نویسان ابرانی در پاییز ۱۳۹۰ برگزار گردید. این مسابقه دو بخش مستقل آزاد و دانش آموزی داشت. مرحلهٔ نهایی این دوره به صورت حضوری و در تاریخ ۱۶ آبان سال ۱۳۹۰ برگزار گردید.

## مسابقه بیان ۱۳۹۱
در این مسابقه، ۱۷۲۸ برنامه‌نویس ایرانی و ۳۱۸۲ برنامه‌نویس خارجی از ۵۴ کشور جهان شرکت داشتند که از این تعداد ۶۰ نفر به مرحله نهایی راه یافتند. از ویژگی‌های شاخص این رویداد علمی، استقبال قابل توجه شرکت کنندگان خارجی از این مسابقه بود که بسیاری از آنان نیز برگزیدگان المپیادهای جهانی و مسابقات بین‌المللی بودند. در میان برنامه نویسان خارجی بیشترین امتیاز در مرحله آنلاین به ماکاتو سوجیما (Makoto Soejima) از ژاپن و گنادی کورتکویچ (Gennady Korotkevich) از بلاروس تعلق گرفت، ماکاتو یکی از پرافتخارترین برنامه نویسان ژاپنی و گنادی دارنده ۶ مدال طلای المپیاد جهانی کامپیوتر و نفر اول رنکینگ جهانی «تاپ کدر» و «کدفرسز» است. سید حامد ولی زاده و سعید ایلچی نیز در میان برنامه نویسان ایرانی بیشترین امتیاز را کسب کردند که هر دو نفر دارنده مدال طلای المپیاد جهانی کامپیوتر هستند.
شرکت کنندگان ایرانی این مسابقه از دانشجویان ۳۴۳ دانشگاه و دانش آموزان ۱۷۸ مدرسه از ۳۱ استان کشور بودند که در میان دانشگاه‌ها، بیشترین شرکت کنندگان به ترتیب از دانشگاه‌های صنعتی شریف، امیرکبیر، تهران، شهید بهشتی و علم و صنعت بودند. همچنین از ۵۴ کشوری که برنامه نویسان آن‌ها در مسابقه بیان شرکت کرده‌اند، ۲۴ کشور آسیایی، ۲۱ کشور اروپایی، ۶ کشور از قاره آمریکا، ۲ کشور از آفریقا و ۱ کشور از اقیانوسیه هستند. انتخاب زبان برنامه‌نویسی در این مسابقه انفرادی آزاد بود و سوال‌های علمی این مسابقات توسط برنامه نویسان شرکت بیان که خود از برگزیدگان مسابقات جهانی برنامه‌نویسی و مدال آوران المپیاد جهانی کامپیوتر و ریاضی هستند، طراحی شده بود. مرحله نهایی این دوره از مسابقات ۲۶ الی ۲۹ بهمن به صورت حضوری در تهران برگزار شد.
در مرحله نهایی و حضوری این دوره مسابقات Pisun Shih از تایوان و Mikhail Kever و Egor Kulikov هر دو از روسیه به عنوان برندگان این دوره از مسابقات معرفی شدند و از سهیل احسانی، علی فیوج نوملی و سید حامد ولی زاده به عنوان شرکت‌کنندگان داخلی برتر تقدیر شد.

## مسابقه بیان ۱۳۹۴
سومین دوره مسابقات بین‌المللی برنامه‌نویسی بیان با رقابت نخبگانی از یکصد کشور جهان برگزار شد. روز دوازدهم اردیبهشت ۱۳۹۴ از برگزیدگان این رقابت تقدیر به عمل آمد.  در نهایت سرگئي كاپون از روسيه، علي حقاني از ايران، نيكلا جكيج از سوئيس، آدريان بودا از روماني و پيمان جبارزاده از ايران به ترتيب رتبه هاي اول تا پنجم سومين دوره مسابقات برنامه نويسي بيان را كسب كردند. در این دوره از مسابقات افراد زیادی از کشور ایران دیده شدند، در دوره های مقدماتی این مسابقات در سال های ۱۳۹۲ یک ایرانی بنام مهرداد غریبی در مراحل مقدماتی با اختلاف بالایی مقام اول را کسب کرد،‌ اما هیچ گاه در مسابقات فینال دیده نشد و صحبت از دیده نشدن وی نیز در هیچ رسانه خبری کشور شنیده نشد. 